# Illapa
Illapa, Iljapa, Apu Illapu (kecz. grzmot i błyskawica) – inkaski bóg deszczu i błyskawic, opiekun pogody. Wyobrażano go jako mężczyznę w lśniących szatach, dzierżącego w ręku pałkę i kamień. Jego kult, pierwotnie wywodzący się z królestwa Colla (będącego następnie częścią inkaskiej prowincji Collasuyu), gdzie stał on na czele tamtejszego panteonu, stał się niezwykle popularny wśród mieszkańców Imperium Inków, gdyż w andyjskim klimacie niedostateczna suma opadów mogła łatwo stać się przyczyną dotkliwej klęski nieurodzaju. Wierzono, iż Illapa spuszcza na ziemię deszcze wykorzystując jako dzban Drogę Mleczną. Ku czci Illapy obchodzono corocznie 25 lipca wielkie święto Anta Situwai (kecz. Oczyszczenie Ziemi).